# Meindert Hobbema

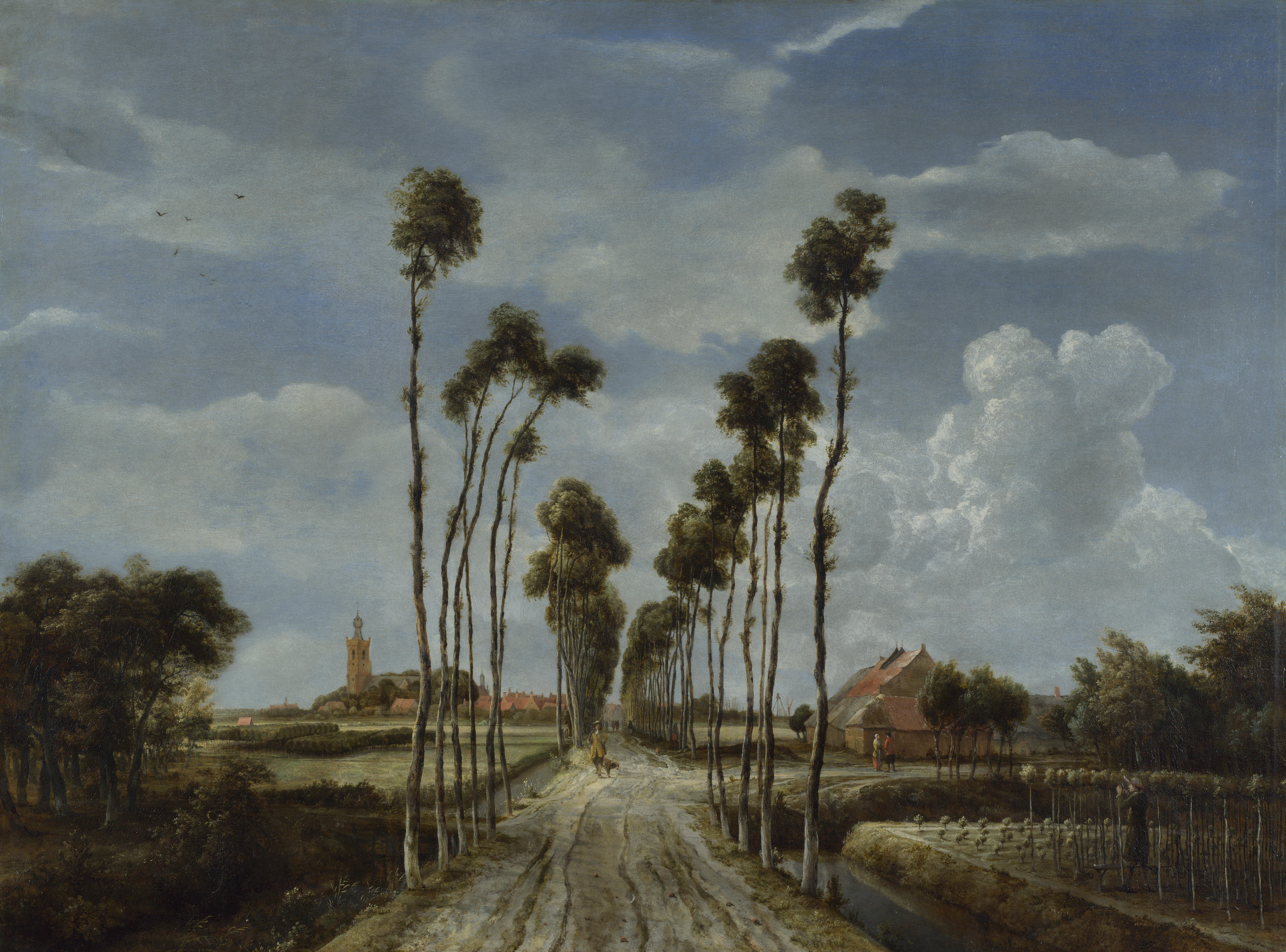
Droga do Middelharnis, 1689, National Gallery w Londynie.

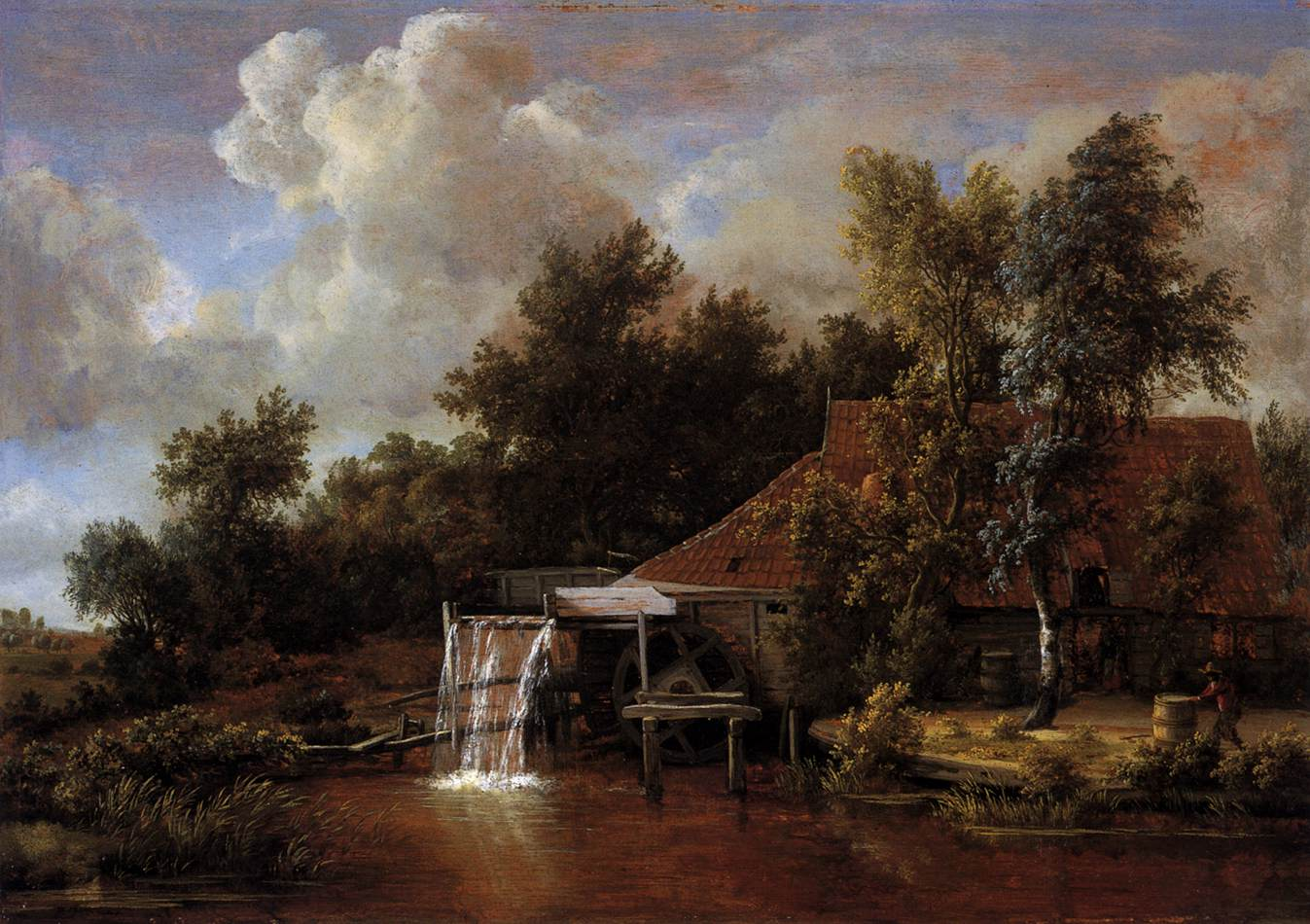
Pejzaż z młynem, ok. 1666, Mauritshuis.

Meindert Hobbema (31 października 1638 w Amsterdamie, zm. 7 grudnia 1709 tamże) – holenderski malarz pejzażysta, obecnie uznawany za ostatniego z wielkich XVII-wiecznych mistrzów holenderskiego krajobrazu.

## Życiorys
Informacje biograficzne nt. artysty są niepełne i często sprzeczne. Prawdopodobnie był uczniem Jacoba van Ruisdael, życie spędził w biednej dzielnicy Amsterdamu. U współczesnych nie zdobył uznania, większa część jego prac powstała przed 1668, gdy porzucił zawód malarza. Był żonaty z Eeltije Vinck z Gorcum, miał czworo dzieci. Po ślubie malował sporadycznie, jednak w 1689 stworzył swój najlepszy obraz Droga do Middelharnis, będący obecnie podręcznikowym przykładem szkoły holenderskiego krajobrazu.
Hobbema malował jednolite tematycznie krajobrazy wiejskie, młyny wodne, lasy. Jego prace odznaczają się dbałością o szczegóły, mistrzostwem w posługiwaniu się światłem i nienaganną, wieloplanową kompozycją. Miał duży wpływ na rozwój malarstwa pejzażowego w XIX-wiecznej Europie, szczególnie w Anglii i Francji (szkoła z Barbizon).

## Dzieła artysty
- Droga do Middelharnis – 1689, olej na płótnie 104 × 141 cm, National Gallery w Londynie
- Krajobraz w słońcu – Museum Boymans, Rotterdam,
- Widok Deventer – Mauritshuis, Haga.